# San Pedro Alcántara
San Pedro Alcántara es una localidad andaluza situada en la provincia de Málaga, perteneciente al municipio de Marbella. San Pedro Alcántara posee, además de su casco histórico, urbanizaciones y otros núcleos de población como El Ingenio o El Salto. La población actual tiene su origen en la Colonia Agrícola de San Pedro Alcántara, fundada en 1860 por el político y militar Manuel Gutiérrez de la Concha e Irigoyen, I Marqués del Duero. La colonia fue una de las más importantes y modernas de la España del siglo XIX

## Toponimia

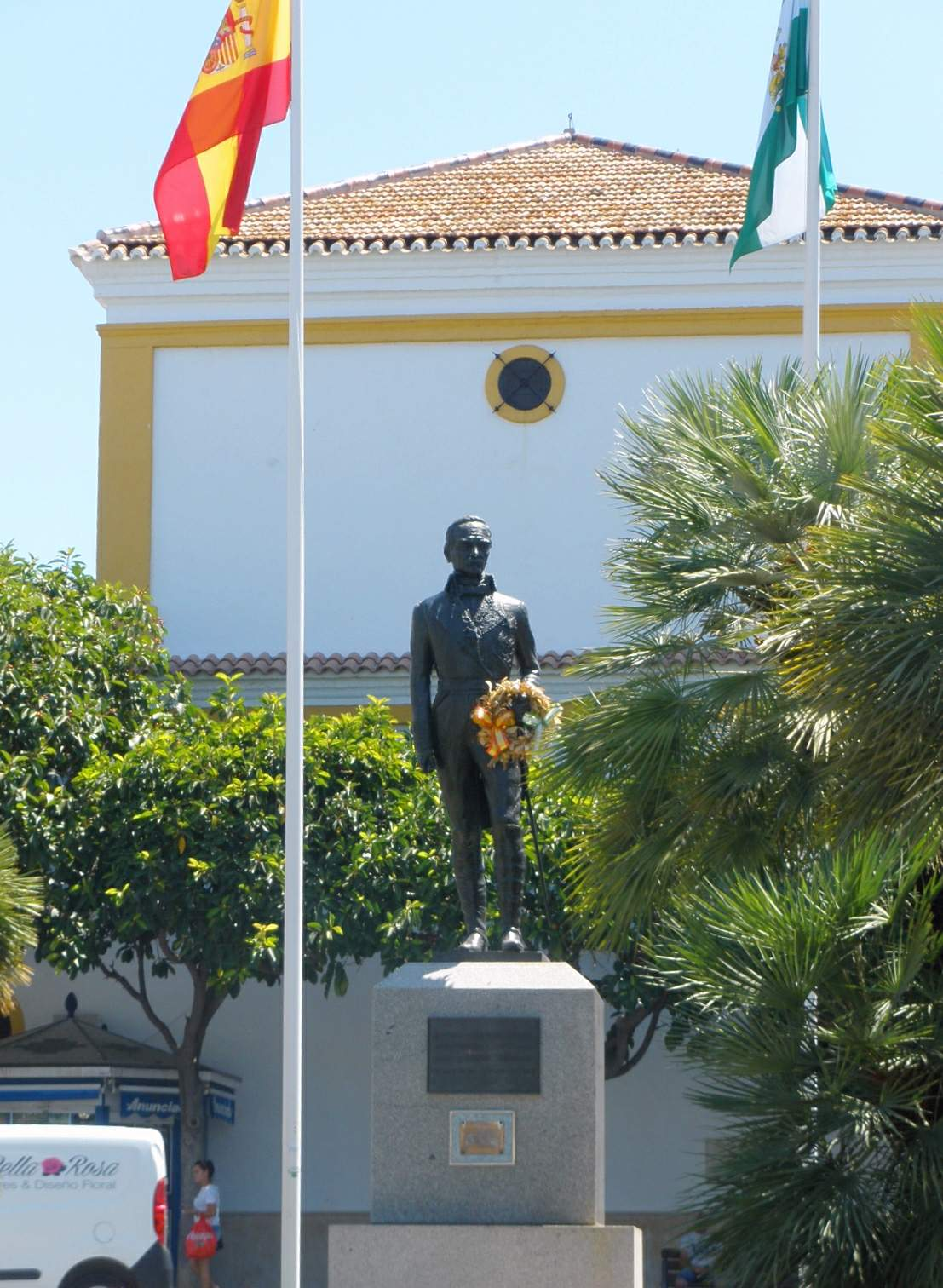
Monumento a Manuel Gutiérrez de la Concha, marqués del Duero, fundador de la Colonia Agrícola San Pedro Alcántara

La localidad mantiene el nombre de la Colonia Agrícola de San Pedro Alcántara fundada en 1860 por el Marqués del Duero. En los emblemas de la época fundacional se empleaba la imagen del santo extremeño San Pedro de Alcántara rodeado de aperos de labranza, con orla de cañas de azúcar y el lema "virtud y trabajo". La hija del Marqués de Duero fue bautizada como Petra de Alcántara Gutiérrez de la Concha (1846-1908). La mujer del Marqués, sobre cuyo patrimonio previo se funda la colonia, era Francisca de Paula Tovar y Puguera Amat de La Gasca (1803-1871), VII Marquesa de Revilla, VI Condesa de Cancelada y IX Condesa de Lences, títulos que heredaría su hija y que dan nombre a tres de las calles del primitivo núcleo de San Pedro Alcántara que son la calle Lagasca (inicialmente La Gasca), calle Revilla y calle Pizarro (por los bienes del Marquesado de la Conquista por los que pleitearon para ser reconocida heredera) y también la barriada de Cancelada en Estepona.

## Geografía
La localidad se encuentra en la parte oeste del municipio de Marbella. Limita con los términos municipales de Estepona y Benahavís por el río Guadalmina al oeste, al norte con el de Benahavís y al este por el río Guadaiza con el distrito de Nueva Andalucía. Se trata de una localidad situada en la vega de San Pedro Alcántara y limita al sur con el mar Mediterráneo.

## Naturaleza
Se trata de un núcleo fuertemente urbanizado con una intensa ocupación urbana. Los tramos medios y bajos del río Guadaiza y río Guadalmina están definidos como de uso urbano y tienen potencial limitado para conectar con la media montaña de Sierra Blanca. Para evitar los riesgos de inundaciones se realizan periódicamente desiguales labores de recuperación y restauración de su ecosistemas de ribera. Existen una vías pecuarias desde Estepona a Marbella y desde Ronda a Estepona, que debido a que no hay ganado trastermitante, se han perdido.

## Historia

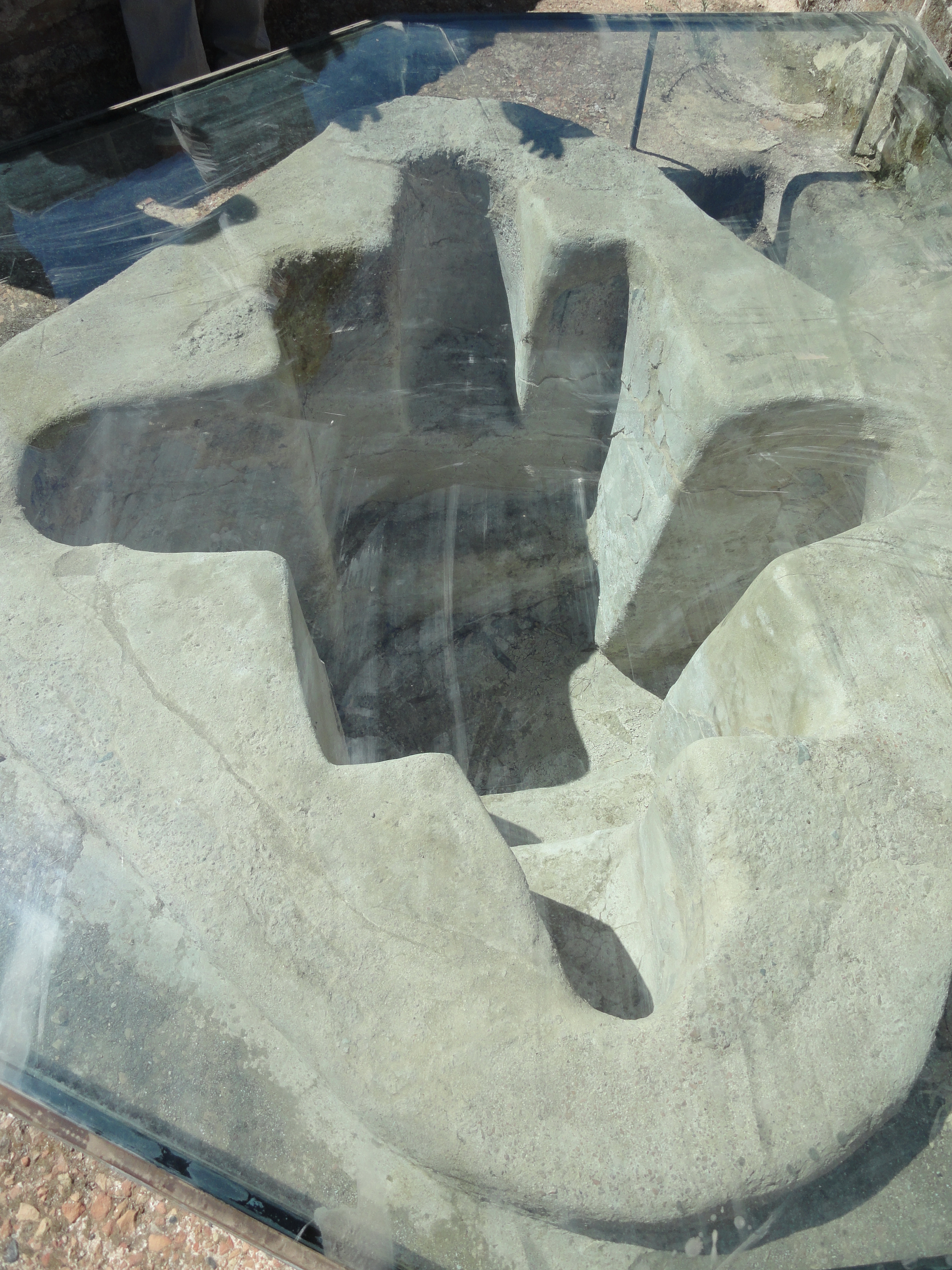
Pila bautismal de la basílica paleocristiana de Vega de Mar

El poblamiento más tardío que se ha localizado en la zona se encuentra vinculado con la mansio romana de Cilniana. En concreto, cerca de la desembocadura del río Guadalmina se encuentra el yacimiento de las termas romanas de Las Bóvedas (siglo II d. C.) en el contexto de la época de la provincia de la Bética de la Hispania. Posteriormente, tras la salida de los vándalos, el resurgir del comercio marítimo conlleva la edificación de la basílica paleocristiana Vega del Mar (finales del siglo IV d. C.) construida junto a una necrópolis bajo imperial, que sería un importante foco de atención para los cristianos asentados en la costa. En el siglo XVI, Anton van den Wyngaerde realiza por encargo de Felipe II el dibujo topográfico de la costa entre Estepona y San Pedro Alcántara señalando como hito las termas de Las Bóvedas, posteriormente y dentro de la defensa del Reino de Granada, se edificaría la torre vigía de Las Bóvedas para la vigilancia costera ante los piratas berberiscos.
El núcleo actual de San Pedro Alcántara tiene su origen en el último tercio del siglo XIX en el que el Marqués del Duero impulsó la Colonia Agrícola de San Pedro Alcántara, que fue la más importante de España de la segunda mitad del siglo XIX así como la más grande de iniciativa privada. Se trataba de un gran latifundio de casi de 5.000 hectáreas compuesto de la heredad litoral de su esposa y la compra y permuta de propiedades, que se extendía por los territorios de Marbella, Estepona y Benahavís en torno a las vegas de los ríos Guadaiza, Guadalmina y Guadalmansa y tierras que ascendían hacia el norte del río Guadalmina. Tras la muerte del Marqués en 1874 la Colonia se vendió a sus acreedores constituidos en la Sociedad Anónima de la Colonia de San Pedro Alcántara de capital hispano-francés. Su importancia se debió a su extensión, número de colonos, kilómetros de acequias, caminos, cortijos, embalses, ingenio, granja modelo, fábrica de electricidad e infraestructuras. También destacaba por estar dotada de los últimos adelantos en cuanto a la mecanización agraria con segadoras y trilladoras importadas. Además, obtuvo el asesoramiento del ingeniero cubano Álvaro Reynoso y contó con varios ingenieros procedentes, sobre todo de Francia. La caña de azúcar era el cultivo principal en San Pedro Alcántara hasta que en 1881 se introdujo la remolacha azucarera de regadío. De acuerdo con la evolución de los precios en mercado del azúcar, las plagas y las condiciones climáticas, hasta final del siglo XIX se sucedieron los cultivos de leñosas y cereal de regadío, cereal de secano, las leguminosas, los eucaliptos y cítricos, para incluir otros cultivos como la alfalfa, higueras, viñas o el algodón en los terrenos más productivos a principios del siglo XX

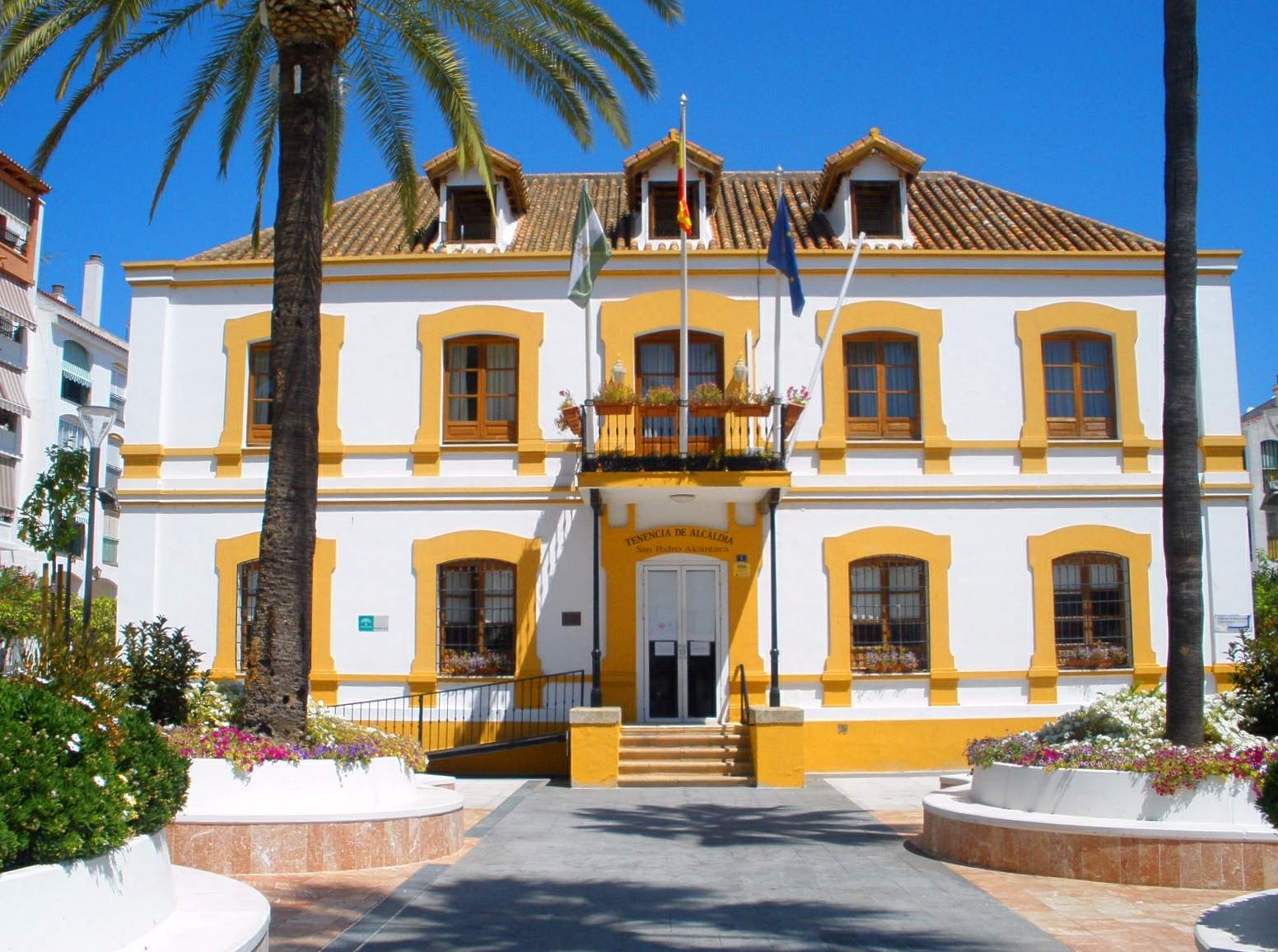
Tenencia de Alcaldía, villa San Luís del marqués de Guadalmina (1874)

En 1933 el navarro Norberto Goizueta Díaz, hermano de Ricardo Goizueta, adquiere a la Sociedad Azucarera de España la finca agrícola Hacienda Guadalmina. La Hacienda, de 340 ha, contaba con ganado vacuno, una almazara y planes para modernas instalaciones agrícolas, pero la Guerra civil y la postguerra dieron lugar al cambio en el modelo de explotación, dando lugar a una de las grandes urbanizaciones turísticas de Marbella. De acuerdo con el censo de 1950, el caserío de Guadalmina contaba con 612 habitantes, la barriada de la Fábrica Azucarera 274 habitantes y la barriada de San Pedro Alcántara 1.028 habitantes. De 1959 data el Campo de Golf Guadalmina, promovido por Goizueta, que sería el primer campo de golf de Marbella siendo el segundo Río Real Golf en 1965. Simultáneamente se abre el Hotel Golf Guadalmina, dirigido en un primer momento por Ángel Fernández de Liencres, III Marqués de Nájera. Del mismo año data la construcción entre el río Guadaiza y la playa de lo que primero se llamó Ciudad de los Artistas y después Hotel Cortijo Blanco, promovida por el productor de cine sevillano Miguel García Rico y la urbanización del mismo nombre destinada a artistas, intelectuales y personas relacionadas con el cine como Mingote, Benito Perojo, Conchita Montes, Jorge Rigaud o José Caballero. Durante la segunda mitad del siglo XX la industria del turismo de la Costa el Sol desplaza totalmente a los sectores productivos tradicionales agrícolas y ganaderos, de manera muy rápida, de tal manera que San Pedro Alcántara es un localidad de nueva planta, y las construcciones se han sucedido en varios procesos urbanos, con algunas urbanizaciones aisladas, parcelas a la espera de ser urbanizadas y daños al patrimonio histórico o al medio ambiente. En 1982 se producen los negocios inmobiliarios irregulares con las edificaciones de la sociedad Alderca. Sin embargo, las licencias otorgadas con el PGOU del año 1998 del gobierno del GIL ocasionaron mayores irregularidades urbanísticas, que afectaban a muchas de las promotoras que como Jotsa, Jardines de la costa, Osuna o Proincosta trabajaron durante el boom inmobiliario, hasta la operación Caso Malaya contra la corrupción urbanística y la disolución del Ayuntamiento de Marbella por el Gobierno de España en abril de 2006.

## Demografía
De acuerdo con el INE 2023 cuenta con 38 982 habitantes. La tenencia de alcaldía cuenta con el distintivo "Municipio Joven" que otorgó a Marbella el Instituto Andaluz de la Juventud de la Junta de Andalucía en 2008.

## Barrios y urbanizaciones
Además del núcleo urbano de San Pedro Alcántara señalar las barriadas de El Ingenio y El Salto del Agua. El núcleo se encuentra rodeado de desarrollos turísticos como las urbanizaciones de Nueva Alcántara, Las Petunias y Guadalmina.

## Comunicaciones
Por carretera se encuentra comunicada por la AP-7 y por la Autovía del Mediterráneo con Málaga y Algeciras. Conecta con Sevilla por la A-397 por Ronda.

Los aeropuertos cercanos son a 60 km del Aeropuerto de Málaga y a  64 km del Aeropuerto de Gibraltar. En cuanto al AVE y tren Renfe, la Estación María Zambrano se encuentra a 64 km.

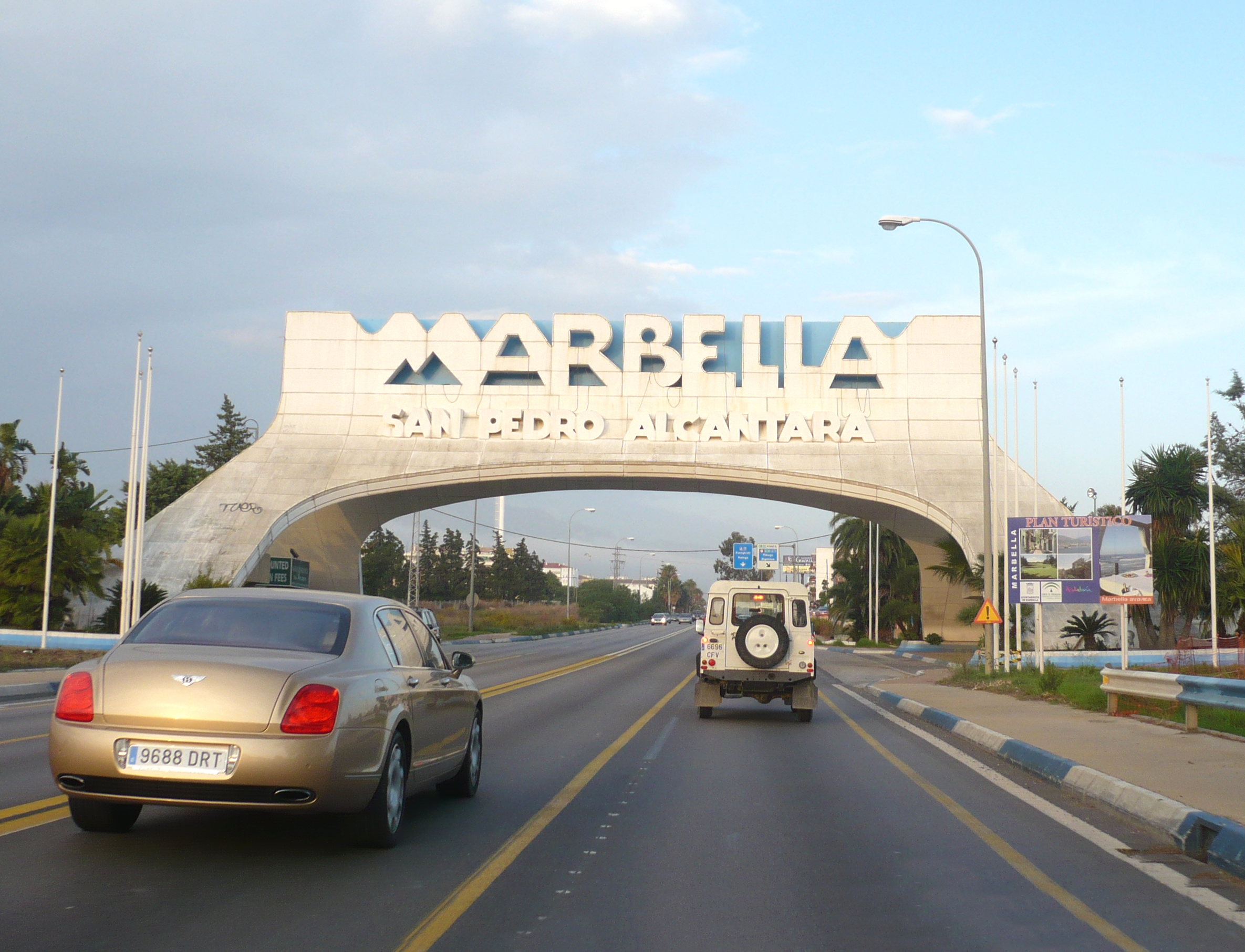
La N-340 a su paso por San Pedro Alcántara. El arco de la imagen fue desmontado en abril de 2010 por el Ministerio de Fomento

 En cuanto al transporte marítimo, se encuentra a 70 km de la terminal de pasajeros y cruceros del Puerto de Málaga, 74 km del Puerto Bahía de Algeciras que conecta con Tánger Med y Ceuta y a 92 km del Puerto de Tarifa con conexión a Tánger.
Los puertos deportivos más cercanos son Puerto Banús y el Puerto Deportivo de Marbella.
Cuenta con varias líneas de transporte público urbano, que además en verano se amplían para el transporte hacia las playas. Además cuenta con una terminal de autobuses interurbanos que conectan con los demás puntos de la Costa del Sol así como con líneas interprovinciales con destino a las capitales andaluzas.

## Patrimonio
Son bienes de interés cultural los siguientesː torre de las Bóvedas, la Basílica Vega de Mar y las termas romanas de Las Bóvedas. Además son de interés las edificaciones e infraestructuras ligadas a la Colonia Agrícola de San Pedro de Alcántara del siglo XIX.

### Termas romanas de Las Bóvedas

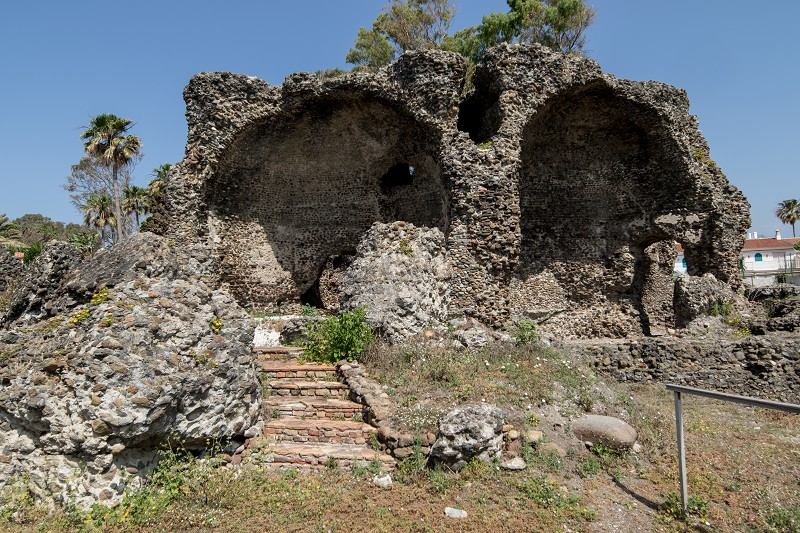
Termas Romanas de las Bóvedas de Guadalmina (siglos II a III d. C.)

Las termas romanas de Las Bóvedas están situadas entre la desembocadura del arroyo del Chopo y la del río Guadalmina, a 500 metros de la Basílica de Vega del Mar, en San Pedro Alcántara. Se trata de un edificio termal romano datado entre los siglos ii y iii d. C. El edificio es de planta octogonal, con ocho habitaciones dispuestas en torno a una sala central. Se supone que estas salas se usaban como piscinas de agua caliente, templada y fría, cuya temperatura dependía de su cercanía del praefurnium (horno) que calentaba todas las estancias gracias al sistema de hipocaustum, o calefacción subterránea. Una de las peculiaridades del edificio es la forma abovedada que se presume presentaban las habitaciones además de contar con dos pisos. El edificio está fabricado esencialmente de hormigón muy resistente junto con otros materiales que han hecho que soporte muy bien el paso del tiempo. Se ha especulado con que podría formar parte de la ciudad Cilniana, la cual según el itinerario Antonino se encontraba en esta zona de la costa malagueña, aunque no existen pruebas concluyentes de ello.
Cabe señalar, además, que se trata de uno de los pocos restos romanos en España de los que se conserva algo más que los cimientos. Fue declarado Monumento Nacional en 1936 y Bien de Interés Cultural en 2007, pasando a estar tutelado por la Junta de Andalucía.
Justo al lado se encuentra una torre almenara construida entre 1571 y 1574, que forma parte de la red de torres vigías que se instalaron en la costa durante esta época para prevenir las posibles invasiones procedentes del norte de África.

### Torre almenara de Bóvedas
La torre de Las Bóvedas Se encuentra situada en la desembocadura del río Gualdalmina y data del siglo xvi. Su nombre procede de su ubicación junto a las termas romanas del mismo nombre, de las que la separa unos 50 metros. Es una de las torres vigía que existían a lo largo de nuestra costa y que formaban parte del sistema defensivo de la misma, construida para utilizar armas de fuego en la playa. Es de forma troncocónica, pero con muros menos inclinados que soportan un terrado amplio, tal vez para el uso de artillería pesada. La construcción se realizó a base de mampostería sin empleo de ladrillo. Tiene una altura de 13 metros y una base de 8,3 m de diámetro.

### Basílica de Vega del Mar
Los restos arqueológicos de la basílica paleocristiana de Vega de Mar se ubican junto a la desembocadura del río Guadalmina y a 500 metros de las Termas Romanas de las Bóvedas, en San Pedro Alcántara. Se supone que por esta zona discurría la vía Hercúlea del itinerario Antonino, que unía Cádiz con Cartagena, además de poder haber formado parte de la ciudad de Cilniana, la cual se supone que se encontraba en esta zona, aunque no existen pruebas fehacientes de esto. Se trata de un conjunto arqueológico formado por los restos de una basílica paleocristiana y una necrópolis compuesta por más de doscientos enterramientos. Estos restos fueron descubiertos en 1915, cuando se decide repoblar la zona con eucaliptos. Desde entonces ha sido objeto de numerosas excavaciones y estudios. 

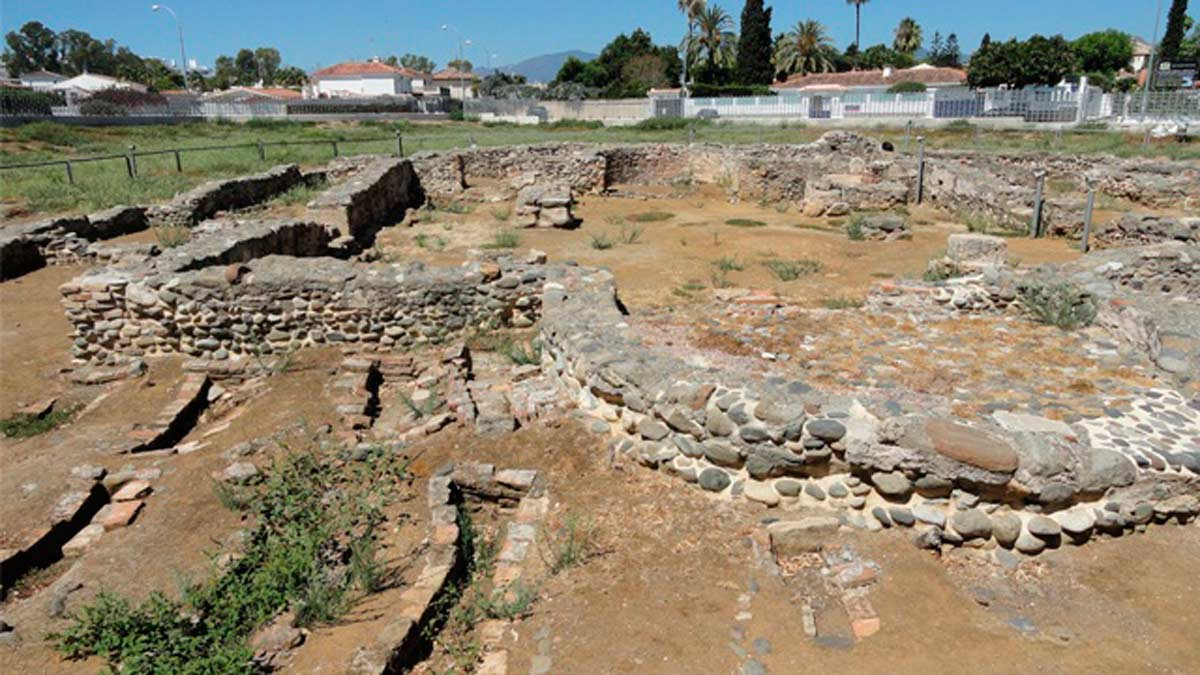
Yacimiento arqueológico de la basílica paleocristiana de Vega de Mar

La construcción del edificio basilical se data entre los siglos iv y vi d. C., coincidiendo con un período de transición entre la caída del Imperio Romano y la llegada de los visigodos a la península ibérica. El edificio está formado por un cuerpo central de tres naves separadas por pilares en las que se encuentran dos ábsides contrapuestos que servirían de altar y martyrium. La existencia de este doble ábside fue, por mucho tiempo, única en toda la península ibérica en cuanto a edificios similares se refiere, hasta el hallazgo de restos de basílica con estas características en España y en Portugal. Junto al ábside más occidental encontramos el baptisterio, con varias pilas bautismales, siendo la más importante la que combina la forma de la cruz griega con la de un pez —símbolo del cristianismo—, dispuesto para el rito del bautismo por inmersión. Esta pila bautismal tan singular es única en España, existiendo algunas similares solo en el norte de África. Además, cuenta con otras estancias aledañas que servirían como atrio o antesala al edificio y se desconoce su función específica. Todo el patrimonio mueble encontrado en el yacimiento —lápidas, ajuares, joyas, vasijas, restos humanos, etc.— fue llevado al Museo Arqueológico Nacional de Madrid. El yacimiento representa, por tanto, uno de los mejores exponentes del arte paleocristiano de toda la península ibérica. Fue declarado Monumento Histórico Nacional en 1931.

### Colonia Agrícola San Pedro Alcántara

#### Fábrica de Azúcar - La Alcoholera

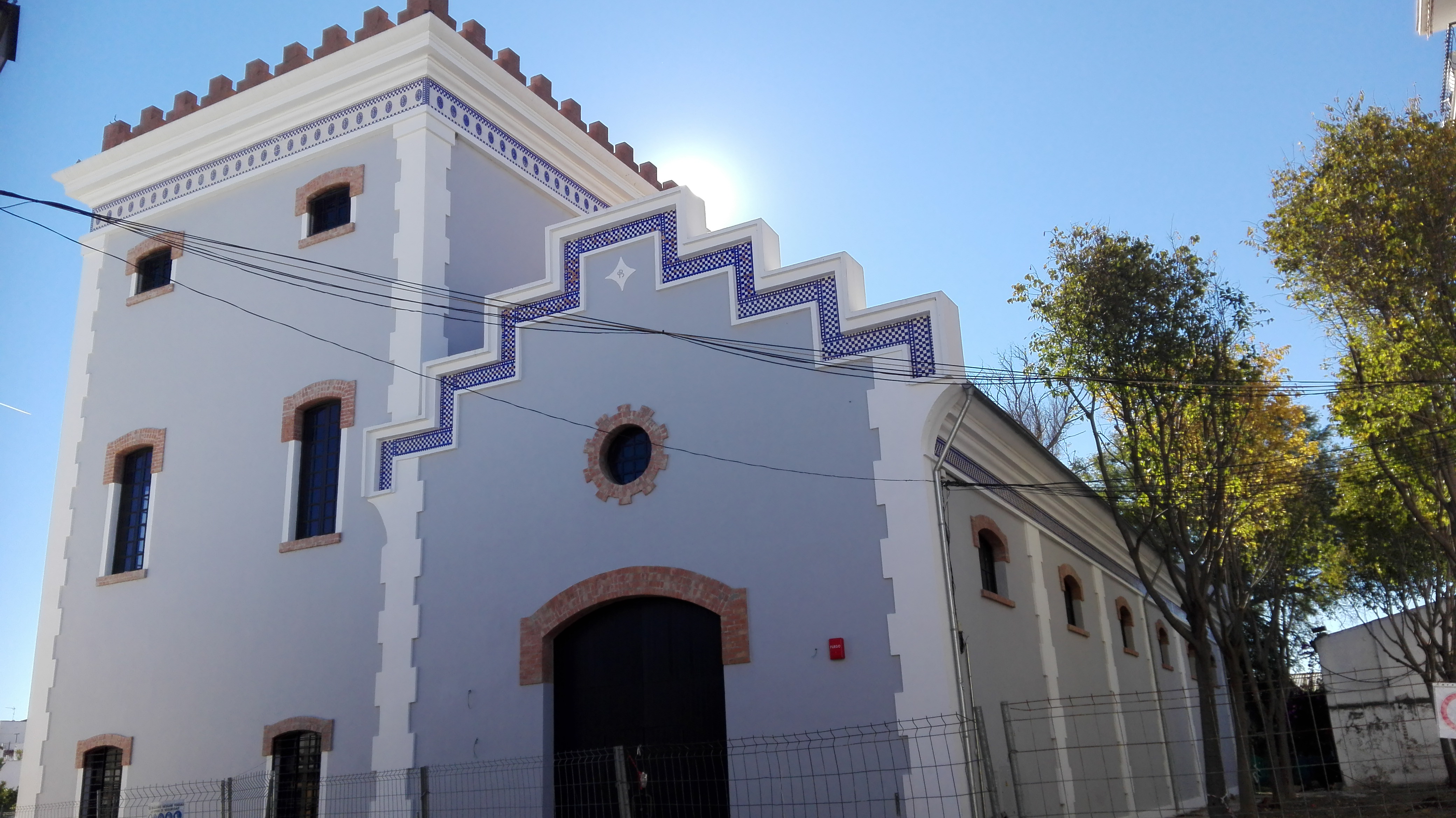
Edificio de la antigua alcoholera de San Pedro Alcántara. Actualmente teatro La Alcoholera.

En 1857, Manuel Gutiérrez de la Concha funda la Colonia Agrícola de San Pedro Alcántara. Posteriormente, en 1871, con el fin de dotar a la colonia de una moderna fábrica azucarera como alternativa al uso de las azucareras de Heredia o Larios en Málaga, abre una fábrica azucarera y de alcohol, dando lugar a la actual barriada del Ingenio en San Pedro Alcántara. El comercio a Málaga se realizaba por vía marítima desde la playa de la Salida. En los primeros tiempos de este complejo fabril, existía además una destilería y una fábrica de aguardiente, el cual se extraía de la melaza del azúcar. Funcionó al menos hasta 1934 a pesar del cierre de la azucarera en 1915.
Lo que se conserva de este complejo industrial es principalmente el edificio de la fábrica de alcohol, formada por una torre de unos 15 metros de alto y una nave rectangular de 35 metros de largo y 10 metros de alto con un tejado de madera a dos aguas. En la fachada podemos observar una cenefa de azulejos con motivos geométricos en blanco y azul además de relieves con las letras SPA entrelazadas, un logotipo muy común en otros elementos de la colonia. El edificio constituye, junto con el Trapiche de Guadaiza, la muestra más relevante del pasado industrial de San Pedro Alcántara. En 1983 pasó a manos del Ayuntamiento de Marbella siendo rehabilitado y alojando actualmente el teatro La Alcoholera.

#### El Trapiche de Guadaiza: La Granja-Modelo

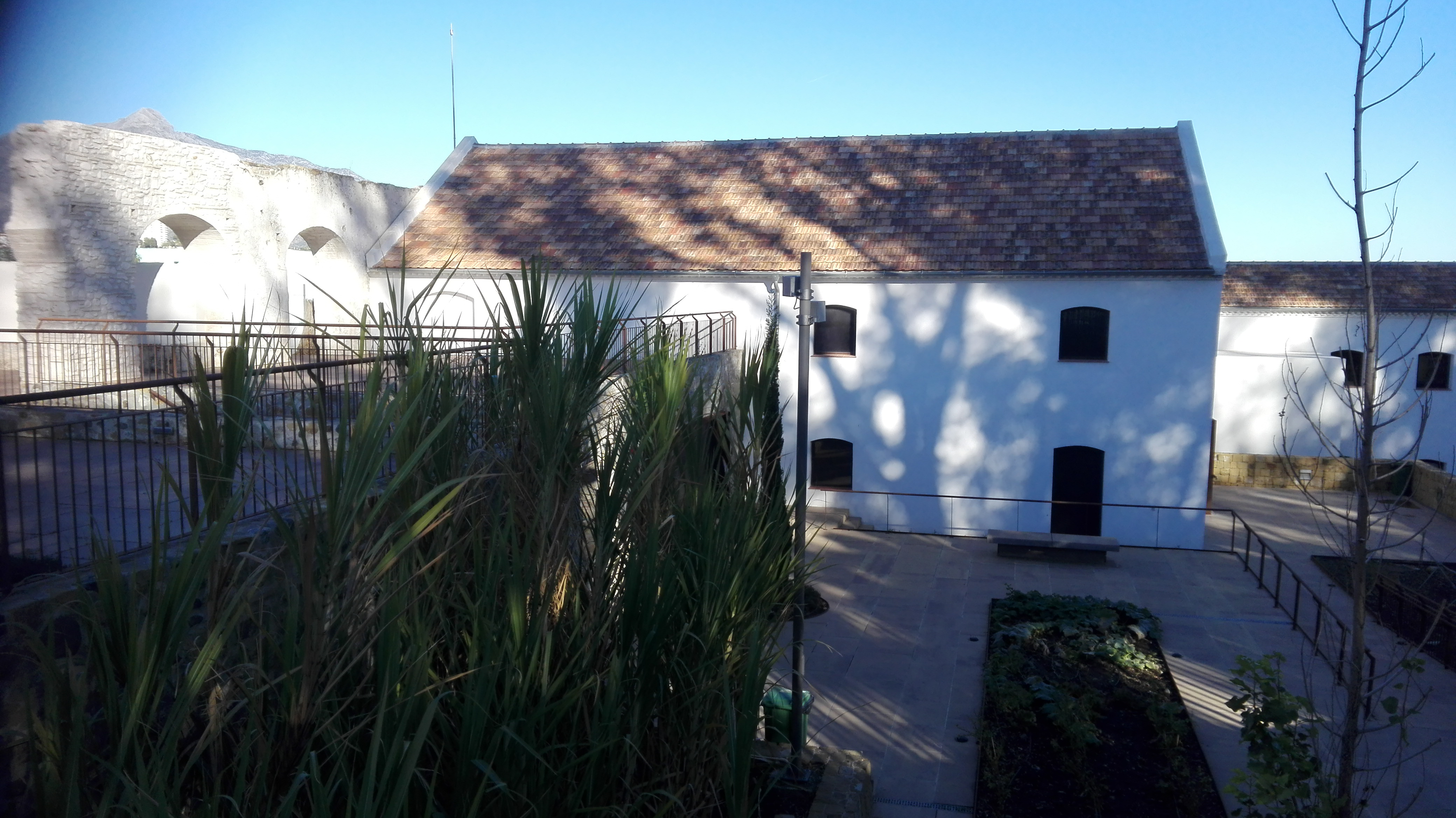
Trapiche de Guadaiza. Actualmente centro cultural El Trapiche.

Este edificio fue construido como una fábrica de azúcar en 1823 por Juan Lesseps, siendo el primer establecimiento industrial conocido en el entorno de San Pedro Alcántara y que funcionaría hasta 1831. La molienda del trapiche se movía con la fuerza del agua que llegaba a este a través de un acueducto del que se conservan actualmente algunos arcos. En 1857, Manuel Gutiérrez de la Concha funda la colonia agrícola de San Pedro Alcántara, donde en 1871 abre una moderna fábrica azucarera que sustituiría a la del Trapiche de Guadaiza. Posteriormente, en 1861, el marqués del Duero llega a un acuerdo con el Ministerio de Fomento y la Diputación de Málaga para instalar en el edificio una granja modelo o escuela de capataces, la cual fue pionera de su clase en toda España, siendo campo de experimentación de los últimos adelantos de la mecanización (máquina trilladora, aventadora, criba, etc) aplicados a la agricultura. Sin embargo, la falta de acuerdo en cuanto la distribución de las inversiones entre el marqués y el ministerio de Fomento supuso el fin de este proyecto en 1865.
El edificio ha tenido numerosos usos a lo largo de su historia y las reformas realizadas por el marqués para construir la granja modelo han permitido que el edificio se conserve hasta nuestros días. Constituye además una verdadera muestra del pasado agroindustrial de la colonia agrícola de San Pedro Alcántara, la cual fue una de las colonias agrícolas más importantes de España. Supone además una relevante muestra del patrimonio histórico preindustrial andaluz, y del cultivo de caña de azúcar en la Costa del Sol Occidental en el siglo xix, ya que es uno de los únicos lugares de Europa donde se dan las condiciones idóneas para el desarrollo de esta plantación. En el año 2015, el edificio fue reformado y rehabilitado, convirtiéndose en el Centro Cultural Trapiche de Guadaiza. 

#### La Iglesia de San Pedro Alcántara

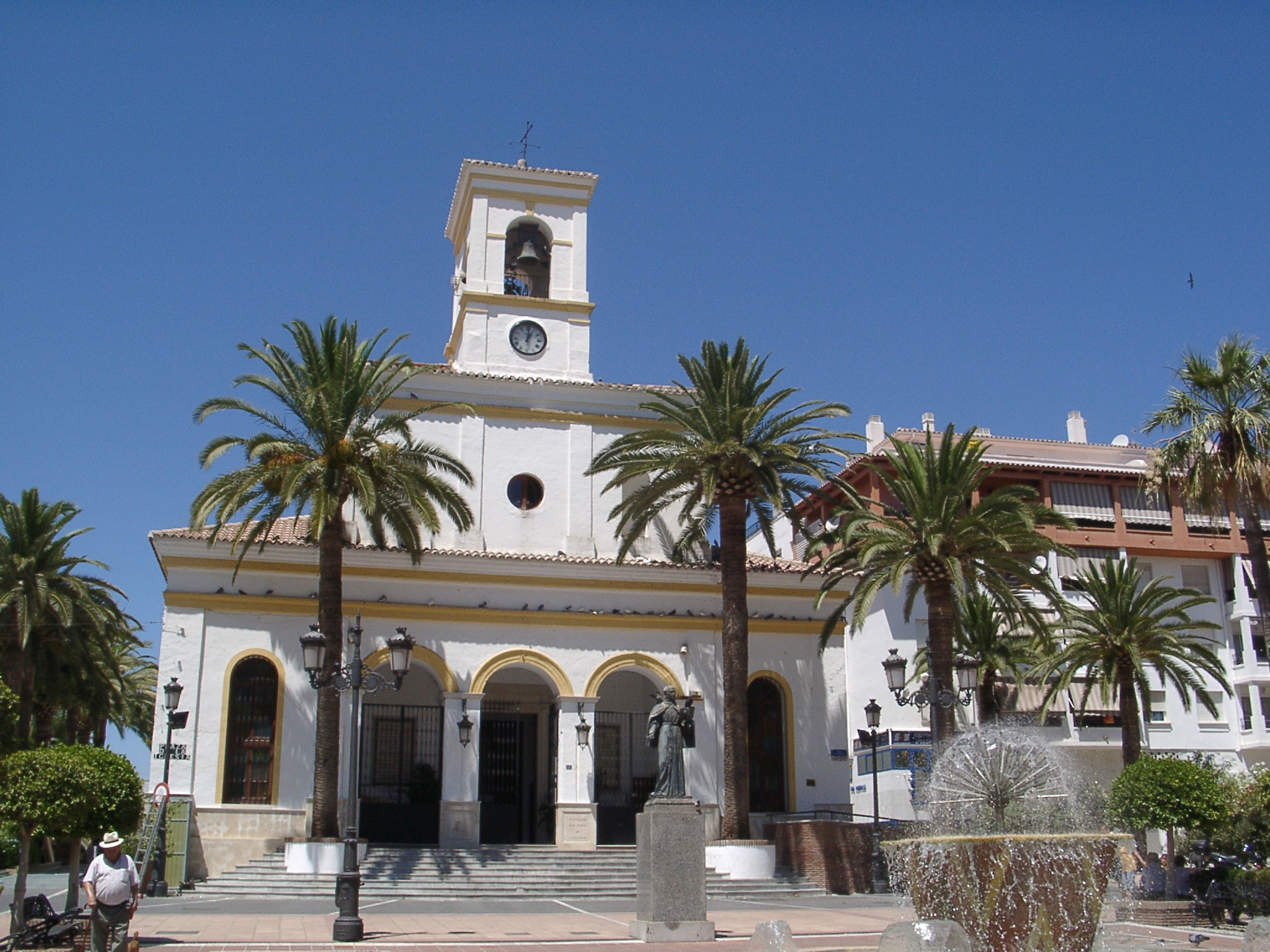
Iglesia de San Pedro Alcántara situada en la plaza de la Iglesia

La parroquia de San Pedro Alcántara,  en la actual Plaza de la Iglesia, fue construida entre los años 1860 y 1866, no siendo abierta al público hasta 1869 ante la necesidad de dotar a la colonia agrícola de San Pedro Alcántara de un lugar para el culto católico. El templo fue completamente incendiado en 1936 durante la guerra civil española. Fue restaurada y reabierta al culto en 1943, constituyéndose en parroquia en 1944. Desde entonces, la iglesia ha experimentado varias reformas, siendo la última en 2013, cuando se rehabilitó la estructura del tejado del templo. 
En cuánto a su arquitectura, su estilo es colonial, debido, posiblemente, a los orígenes hispanoamericanos de Manuel Gutiérrez de la Concha, fundador de la colonia. Está formado por una nave central con triple pórtico en su fachada sobre el que se eleva una torrecilla en forma de prisma y con tejado a cuatro aguas además de por dos espacios contiguos que corresponden a las naves laterales. El interior del edificio es de planta basilical. Este estilo torre-pórtico de su fachada recuerda al Portichuelo antequerano.

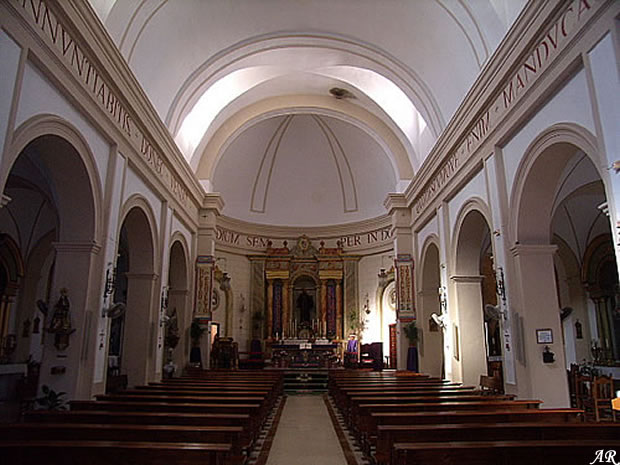
Interior del templo

Este templo constituye, por tanto, uno de los testimonios que se conservan de la época fundacional de la colonia agrícola de San Pedro Alcántara en el siglo xix.

#### La Villa de San Luis
Se encuentra en la plaza de la Iglesia. Fue construida en 1887 como la residencia familiar de la familia de Cuadra Raoul, familia de banqueros e industriales hispano-franceses que habían adquirido la Sociedad Anónima de la Colonia de San Pedro Alcántara en 1874. En 1877, tras la muerte de Luis Manuel de Cuadra y González de la Rasilla, I Marqués de Guadalmina en 1876, su mujer Clara Raoul y Albora y sus hijos se trasladaron a vivir desde París a la colonia agrícola de San Pedro Alcántara bautizándola como Villa de San Luis, en honor a su fallecido marido. La villa es de estilo colonial francés, ya que la señora Raoul y Albora, hija del Coronel francés Nicolás Raoul y la Marquesa Albini de Sibaldi, había nacido en Nueva Orleans y residido en Guatemala. El edificio es de planta rectangular, de tres alturas y cubierta a cuatro aguas. Esta última dispone de tres buhardillas sin decorar.
En 1946 el Ayuntamiento de Marbella compra la Villa de San Luis a la Sociedad General Azucarera de España. Desde entonces ha tenido varios usos: centralita telefónica, escuela, oficina municipal, etc. En la actualidad es la sede de la tenencia de alcaldía de San Pedro Alcántara.

### Parroquia de la Virgen del Rocío
La parroquia de la Virgen del Rocío es una iglesia parroquial edificada en el siglo XX. Se encuentra ubicada en una de las avenidas principales de la localidad y junto con la Iglesia de San Pedro Alcántara, constituyen las dos parroquias existentes.

## Fiestas

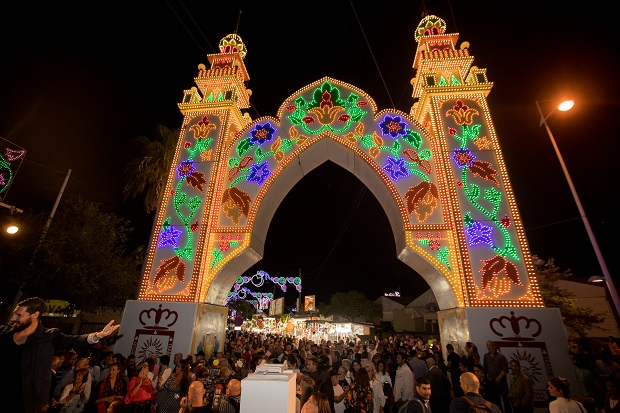
Portada de la feria de San Pedro Alcántara (2017)

### Feria de San Pedro Alcántara
La feria de San Pedro Alcántara se celebra en torno al día del patrón el 19 de octubre, festividad de San Pedro de Alcántara. El programa de las fiestas comprende misa y procesión en honor a San Pedro de Alcántara, pasacalles, pruebas deportivas, eventos culturales, conciertos y feria de día y de noche en el recinto ferial. Tradicionalmente se considera la última feria de verano de Andalucía. 

### Semana Santa y otras fiestas populares
La Semana Santa es organizada por la Cofradía de Nuestro Padre Jesús Nazareno y María Santísima de la Soledad. Los pasos procesionan en el estilo malagueño (andas). El Domingo de Ramos sale La Pollinica, el Miércoles Santo el Vía crucis, el Jueves Santo es la procesión de Nuestro Padre Jesús Nazareno y María Santísima de los Dolores, en la madrugada del Viernes Santo procesionan el Cristo Crucificado y la Virgen Dolorosa, el Viernes Santo el Yacente y María Santísima de la Soledad y por último, el Domingo de Resurrección, procesiona el Resucitado.
El 16 de julio se realiza la procesión de Nuestra Señora del Carmen desde la barriada de El Ingenio donde se celebra también la verbena, hasta la playa de Casablanca.
El 14 de agosto se realiza la procesión de Nuestra Señora del Rocío partiendo de la Parroquia Virgen del Rocío.
El 1 de noviembre se celebra el Día del Tostón en el Parque de Los Tres Jardines, en el que los vecinos pasan el día festivo y se comen las típicas castañas asadas.

## Deporte
El equipo de fútbol Unión Deportiva San Pedro juega en 3ª División RFEF (2021/22) tras ascender el pasado 21 de mayo, en el Estadio Municipal San Pedro.

## Ocio

### Bulevar de San Pedro Alcántara
Inaugurado en 2014 una vez soterrada la N-340 a su paso por la localidad, con diseño del arquitecto sampedreño Juan Antonio Fernández. Cuenta con 11.000 metros cuadrados de zonas verdes, fuentes, carril bici, cinco parques infantiles y un anfiteatro para 500 espectadores. Está inspirado en el concepto "mar de sensaciones" y cuenta con una pasarela sobre la Avenida Marqués del Duero con vistas al centro y al mar. Además, cuenta con tres locales de restauración. Su mantenimiento fue externalizado y actualmente se ha desmejorado el gran resultado inicial.

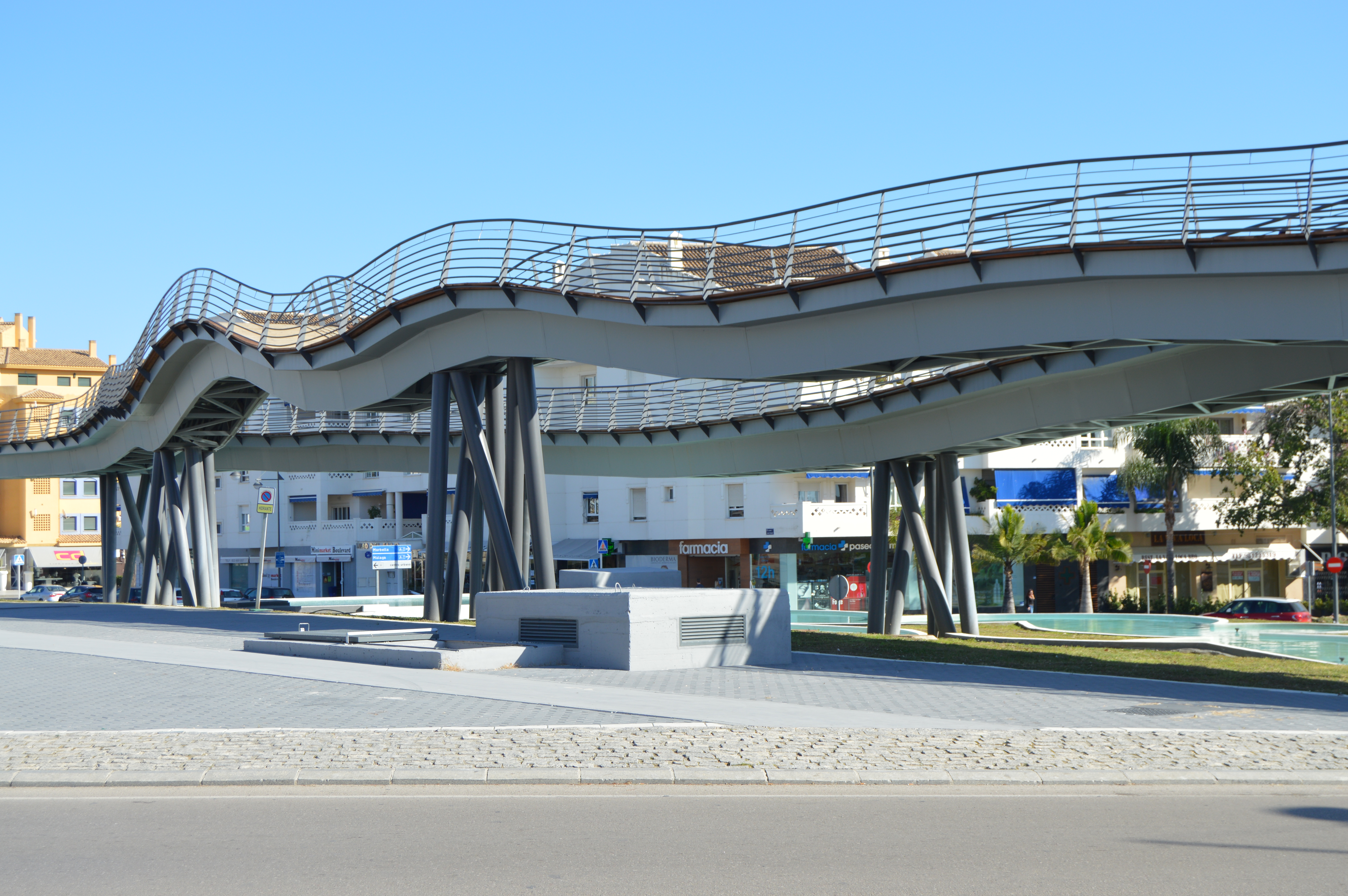
Bulevar de San Pedro Alcántara

### Parque de los Tres Jardines
En 2012 se inauguró el parque periurbano de Los Tres Jardines. Se trata de un espacio verde de 95.200 m², situado al norte de San Pedro Alcántara tematizado en tres parquesː jardín árabe, jardín mediterráneo y jardín subtropical. El mediterráneo acoge pinares, praderas y bosque de ribera, palmito y la adelfa y cuenta con una extensión de 51.000 metros cuadrados, de los cuales 20.000 son de pino carrasco y negral existentes en este enclave, que se han enriquecido con romero, madroño, majuelo y retama. El jardín subtropical se dedica a las especies que tan bien se adaptan a las condiciones ambientales de la Costa del Sol como ficus, la jacaranda y diferentes especies de palmeras. Además, cuenta con dos áreas infantiles, extensiones de pradera, merenderos y barbacoas y aseos. Los locales de restauración proyectados no han sido adjudicados y el jardín árabe al estilo de jardín paraíso no se terminó. Acoge eventos solidarios y festivos como el tradicional Día del Tostón y es un lugar de recreo muy popular entre los sampedreños.

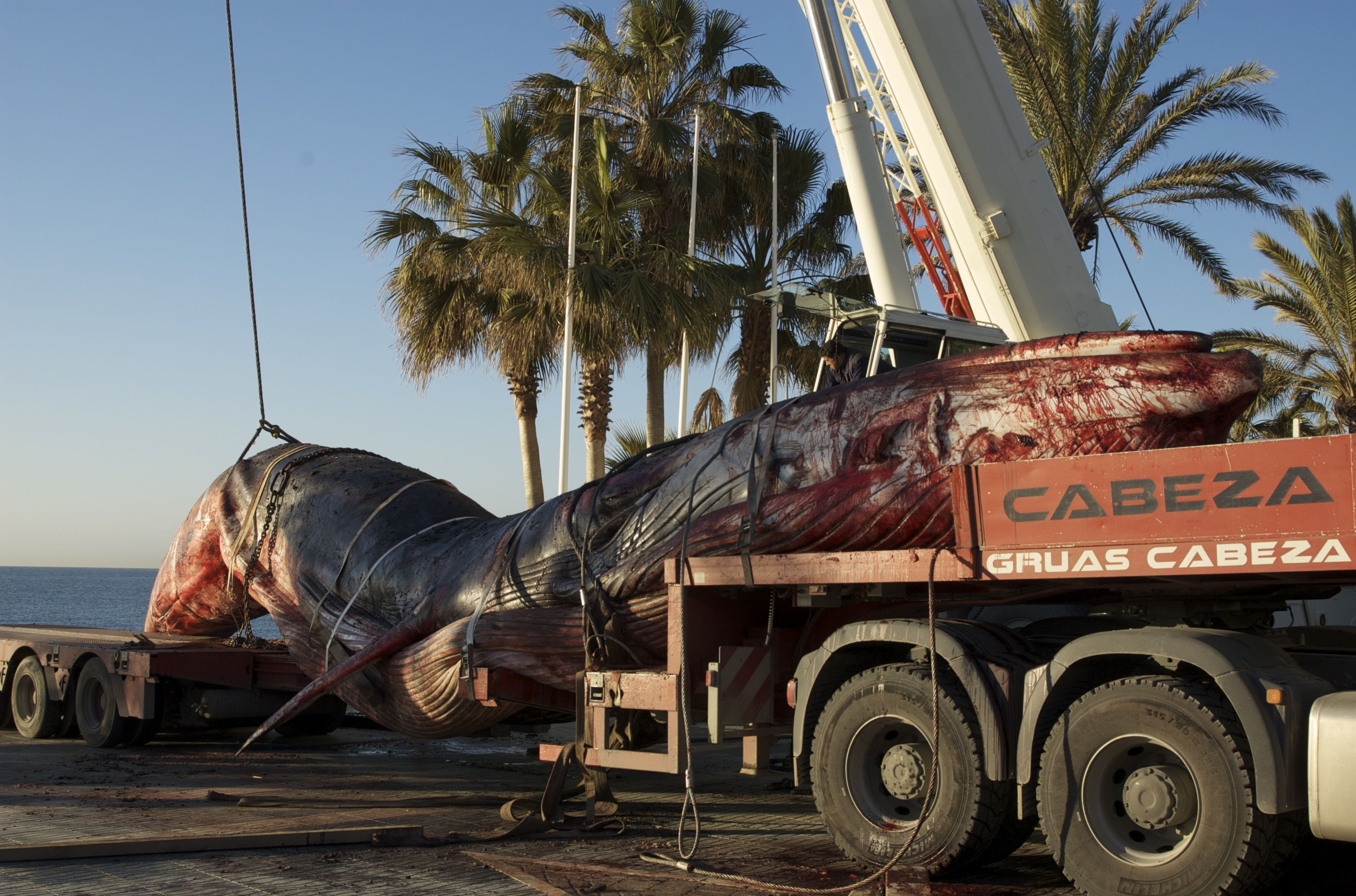
Rorcual común varado siendo retirado, expuesto en Museo Nacional de Ciencias Naturales

### Paseo Marítimo
Esta localidad cuenta con un amplio paseo marítimo a pie de playa con un total de 3.5 kilómetros, enlazado con Puerto Banús (Nueva Andalucía) y hasta Marbella, siguiendo la Gran Senda de Málaga GR-249 etapa 30 de Estepona a Marbella. El paseo marítimo de San Pedro Alcántara a Guadalmina (4900 m) se encuentra en la playa de San Pedro Alcántara, galardonada con Bandera Azul desde el año 1993.